# The Liberty Song
The Liberty Song ist ein amerikanisches Lied aus der Zeit vor dem Amerikanischen Unabhängigkeitskrieg (1775–1783). Der Politiker John Dickinson veröffentlichte den Liedtext 1768 unter anderem in der Boston Gazette. Die Melodie stammt von der britischen Royal Navy Hymne Heart of Oak (1759, Melodie William Boyce, Text David Garrick). The Liberty Song gilt als Amerikas erstes patriotisches Lied.
Dickinson schrieb die Verse, um gegen die Steuern des Townshend Acts zu protestieren, in dessen Folge das Massaker von Boston stattfand.
Der Refrain zeigt, dass die amerikanischen Kolonisten bereit waren Steuern zu zahlen, solange sie sich repräsentiert fühlten.

In freedom we’re born and in freedom we’ll live

Our purses are ready. Steady, boys, steady

Not as slaves, but as freemen our money we’ll give

Noch im selben Jahr erschien eine Parodie des Liedes (Come shake your dull noddles, ye pumpkins, and bawl). Sie wurde im November 1768 im St. James Chronicle, London, wiederum parodiert als Massachusetts Liberty Song oder The Parody Parodised (Come swallow your bumpers, ye tories, and roar). 
Das Stück ist nicht identisch mit dem amerikanischen Lied Free America von Joseph Warren aus dem Jahr 1770, das ursprünglich (The New Massachusetts) Liberty Song oder auch A Song on Liberty hieß, siehe dazu The British Grenadiers.